# René Schmidt
René Schmidt (* 30. Oktober 1974) ist ein ehemaliger deutscher Fußballspieler. 

## Karriere
Schmidt spielte bereits in der Jugend des VfB Leipzig und schaffte dort den Sprung ins Profiteam. Er spielte in der Bundesliga achtmal und nach dem Abstieg in der Saison 1993/94 die folgenden zweieinhalb Spielzeiten in der 2. Bundesliga. Der große Durchbruch blieb ihm verwehrt, er war in Leipzig durchgängig Ergänzungsspieler und wechselte in der Winterpause 1997/98 innerhalb der zweiten Liga von Leipzig zum KFC Uerdingen. Für die Krefelder stand er zwölfmal auf dem Rasen und erzielte ein Tor, zu Saisonende stand Platz 13 zu Buche, womit die Klasse gehalten wurde. Schmidt zog es zu diesem Zeitpunkt zum FSV Zwickau. Mit Zwickau spielte er drittklassig, in der Regionalliga Nordost, sein Arbeitgeber war in der Vorsaison aus der Zweitklassigkeit abgestiegen. Schmidt absolvierte 21 Spiele und trug mit vier Toren im Ligabetrieb zum vierten Platz in der Abschlusstabelle bei. Bereits nach dieser einen Saison in Zwickau wechselte er zum Ligakonkurrenten Dynamo Dresden. Für Dresden war er zwei Spielzeiten aktiv, zu dessen Ende Dresden in die Viertklassigkeit abstieg. Danach beendete er seine Karriere nach einem Kreuzbandriss.